# Festival international du film de Seattle 2013
Le Festival international du film de Seattle 2013, 39e édition du festival (39th Seattle International Film Festival), s'est déroulé du 15 mai au 8 juin 2013.

## Sélection

### En compétition

#### Documentary
- The African Cypher de Bryan Little  Afrique du Sud
- Alice Walker: Beauty in Truth de Pratibha Parmar  États-Unis
- Breathing Earth de Thomas Riedelsheimer  Allemagne
- The Crash Reel de Lucy Walker  États-Unis
- Her Aim Is True de Karen Whitehead  États-Unis
- L'Amour des moules de W.J.A. Kluijfhout  Pays-Bas
- Our Nixon de Penny Lane  États-Unis
- The Punk Singer de Sini Anderson  États-Unis
- Le Chemin du Sable de Samouté Andrey Diarra  Mali
- Town Hall de Jamila Wignot et Sierra Pettengill  États-Unis
- The Trials of Muhammad Ali de Bill Siegel  États-Unis
- A World Not Ours (Alam laysa lana) de Mahdi Fleifel  Liban[1]

#### FutureWave
- 7 Boxes de Juan Carlos Maneglia et Tana Schémbori  Paraguay
- The African Cypher de Bryan Little  Afrique du Sud
- Ali de Paco R. Baños  Espagne
- Blackbird de Jason Buxton  Canada
- Geography Club de Gary Entin  États-Unis
- I Declare War de Jason Lapeyre et Robert Wilson  États-Unis
- The Spectacular Now de James Ponsoldt  États-Unis
- Spud 2: The Madness Continues de Donovan Marsh  Afrique du Sud[2]

#### New American Cinema
- 9 Full Moons de Tomer Almagor  États-Unis
- C.O.G. de Kyle Patrick Alvarez  États-Unis
- Clutter de Diane Crespo  États-Unis
- The Forgotten Kingdom de Andrew Mudge  États-Unis
- Last I Heard de David Rodriguez  États-Unis
- The Little Tin Man de Matthew Perkins  États-Unis
- The Moment de Jane Weinstock  États-Unis
- Mutual Friends de Matthew Watts  États-Unis
- A Song Still Inside de Gregory Collins  États-Unis
- Teddy Bears de Rebecca Fishman et Thomas Beatty  États-Unis
- Test de Chris Mason Johnson  États-Unis
- Worm de Andrew Bowser  États-Unis[3]

#### Films4Families
- Epic : La Bataille du royaume secret (Epic) de Chris Wedge  États-Unis
- Ernest et Célestine de Benjamin Renner, Stéphane Aubier et Vincent Patar  France
- Monstres Academy (Monsters University) de Dan Scanlon  États-Unis
- Moon Man (Mondmann) de Jason Buxton  Allemagne
- Safety Last! (1923) de Fred Newmeyer et Sam Taylor  États-Unis
- Les Enfants loups, Ame et Yuki (おおかみこどもの雨と雪, Ōkami Kodomo no Ame to Yuki) de Mamoru Hosoda  Japon[2]

## Palmarès

### Longs métrages
| Prix                                        | Prix                                        | Attribué à                                                                | Pays           |
| ------------------------------------------- | ------------------------------------------- | ------------------------------------------------------------------------- | -------------- |
| Golden Space Needle                         | Meilleur film                               | Fanie Fourie's Lobola de Henk Pretorius                                   | Afrique du Sud |
| Golden Space Needle                         | Meilleur film documentaire                  | Twenty Feet from Stardom de Morgan Neville                                | États-Unis     |
| Golden Space Needle                         | Meilleur réalisateur                        | Nabil Ayouch pour Les Chevaux de Dieu                                     | Maroc          |
| Golden Space Needle                         | Meilleur acteur                             | James Cromwell pour Still Mine                                            | Canada         |
| Golden Space Needle                         | Meilleure actrice                           | Samantha Morton pour Decoding Annie Parker                                | États-Unis     |
| Grand Jury Prize                            | Documentary                                 | Our Nixon de Penny Lane                                                   | États-Unis     |
| Grand Jury Prize                            | New American Cinema                         | C.O.G. de Kyle Patrick Alvarez                                            | États-Unis     |
| Grand Jury Prize                            | New Director                                | Harmony Lessons de Emir Baigazin                                          | Kazakhstan     |
| Grand Jury Prize                            | Special Jury Prize (Documentary)            | The Crash Reel de Lucy Walker                                             | États-Unis     |
| Youth Jury Awards                           | Films4Families Feature                      | Ernest et Célestine de Benjamin Renner, Stéphane Aubier et Vincent Patar  | France         |
| Youth Jury Awards                           | FutureWave Feature                          | The Spectacular Now de James Ponsoldt                                     | États-Unis     |
| Youth Jury Awards                           | Special Jury Prize (FutureWave Feature)     | Blackbird de Jason Buxton                                                 | Canada         |
| Lena Sharpe Award for Persistence of Vision | Lena Sharpe Award for Persistence of Vision | The Punk Singer de Sini Anderson                                          | États-Unis     |
| Reel NW Award                               | Reel NW Award                               | Big Joy: The Adventures of James Broughton de Eric Slade et Stephen Silha | États-Unis     |

### Courts métrages
| Prix                                   | Prix                                               | Attribué à                                                      | Pays       |
| -------------------------------------- | -------------------------------------------------- | --------------------------------------------------------------- | ---------- |
| Golden Space Needle                    | Golden Space Needle                                | Spooners de Bryan Horch                                         | États-Unis |
| Grand Jury Prize                       | Animated                                           | WOODY de Stuart Bowen                                           | Australie  |
| Grand Jury Prize                       | Special Jury Prize (Animated)                      | Malaria de Edson Shundl Oda                                     | Brésil     |
| Grand Jury Prize                       | Special Jury Prize (Animated)                      | The Hunter de Marieka Walsh                                     | Australie  |
| Grand Jury Prize                       | Documentary                                        | Keep a Modest Head de Deco Dawson                               | Canada     |
| Grand Jury Prize                       | Special Jury Prize (Documentary)                   | Today de Amanda Harryman                                        | États-Unis |
| Grand Jury Prize                       | Action Live                                        | My Right Eye (The Apple of my Eye) de Josecho de Linares        | Espagne    |
| Grand Jury Prize                       | Special Jury Prize (Action Live)                   | Mobile Homes de Vladimir de Fontenay                            | États-Unis |
| Grand Jury Prize                       | Special Jury Prize (Action Live)                   | Penny Dreadful de Shane Atkinson                                | États-Unis |
| Grand Jury Prize                       | Special Jury Prize (Action Live)                   | Decimation de Wade Jackson                                      | États-Unis |
| FutureWave                             | Audience Award                                     | Piece of Cake de Katherine et Susan Procopio                    | Canada     |
| FutureWave                             | Wavemaker Award for Excellence in Youth Filmmaking | The Painted Girl de Ben Kadie                                   | États-Unis |
| TheFilmSchool Prodigy Camp Scholarship | TheFilmSchool Prodigy Camp Scholarship             | A Quest For Peace: Nonviolence Among Religions de Matthew Evans | Canada     |